# Déclaration de Cambridge sur la conscience

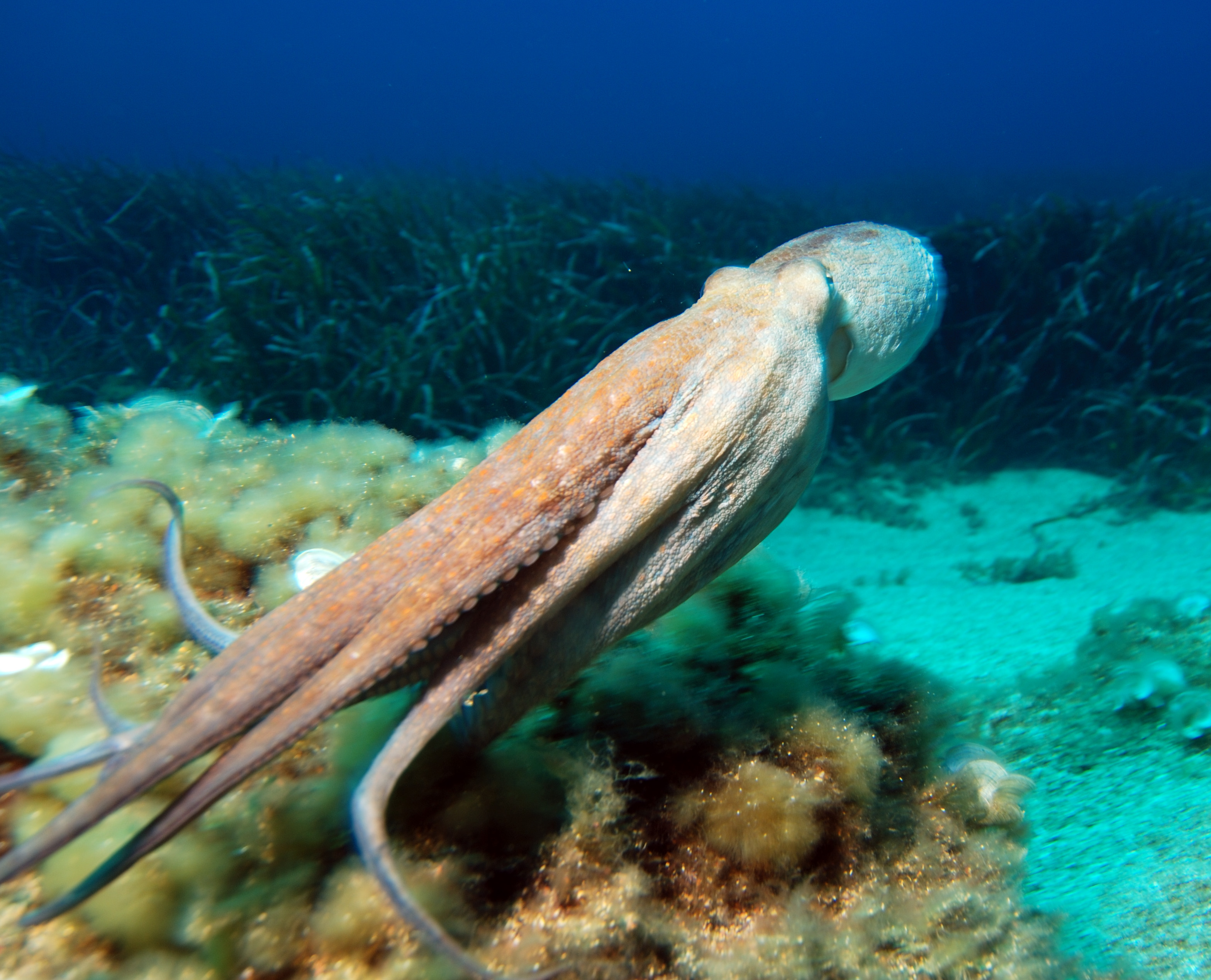
Les recherches menées sur les pieuvres et d'autres animaux montrent qu'ils ont une conscience.

La Déclaration de Cambridge sur la Conscience (en anglais Cambridge Declaration on Consciousness), fait référence au manifeste initié par Jaak Panksepp, Diana Reiss, David Edelman, Bruno Van Swinderen, Philip Low et Christof Koch, puis signé en juin 2012 dans l'Université de Cambridge (Royaume-Uni) durant une série de conférences sur la conscience chez les animaux humains et non humains ; la Déclaration conclut que les animaux non humains ont une conscience analogue à celle des animaux humains.

## Contexte
Au cours de la Conférence commémorative Francis Crick à l'Université de Cambridge, en Angleterre, le 7 juillet 2012, treize neuroscientifiques d'institutions de renommée telles que Caltech, le MIT ou l'Institut Max Planck, en présence de l'astrophysicien Stephen Hawking, ont signé un manifeste revendiquant l'existence de « conscience » chez de nombreux animaux non-humains :

« Nous avons décidé de parvenir à un consensus et de faire une déclaration destinée au public qui n'est pas scientifique. Il est évident pour tout le monde dans cette salle que les animaux ont une conscience, mais ce n'est pas évident pour le reste du monde. Ce n'est pas évident pour le reste du monde occidental ni pour l'Extrême-Orient. Ce n'est pas évident pour la société. »

— Philip Low, dans la présentation de la Déclaration sur la conscience, Cambridge, 7 juillet, 2012

## Contenu
Selon la Déclaration, les recherches à ce jour ont démontré la capacité des organismes du règne animal à percevoir leur propre existence et le monde autour d'eux. En outre, au cours des dernières années la neuroscience a étudié les zones du cerveau et a découvert que les zones qui nous distinguent des autres animaux ne sont pas celles qui produisent la conscience. Ainsi, il en résulte que les animaux étudiés possèdent une conscience parce que « les structures cérébrales responsables des processus que génèrent la conscience chez les humains et les autres animaux sont équivalentes »,.

## Séquelles de la Déclaration
Le 29 mars 2019, en réponse à la Déclaration de Cambridge, des universitaires juristes français conçoivent la Déclaration de Toulon sur la personnalité juridique de l'animal.
Le 19 avril 2024 parait la Déclaration de New York sur la conscience animale, stipulant que la capacité des mammifères et des oiseaux à vivre des expériences conscientes est solidement étayée sur le plan scientifique, ainsi qu'a minima une possibilité réaliste d’expérience consciente chez tous les vertébrés et de nombreux invertébrés. Cette seconde grande déclaration se distingue de celle de Cambridge en ce qu'elle est cosignée par les plus grands experts du domaine.